# Utz (Film)
Utz ist ein britisches Filmdrama unter der Regie von George Sluizer aus dem Jahr 1992. Es basiert auf dem Roman Utz von Bruce Chatwin. Das Vorbild für die Figur des Sammlers Kaspar von Utz war der Prager Porzellan- und Glassammler Rudolf Just (1895–1972).

## Handlung
Im Jahr 1989, nach dem Tod des Baron von Utz, besucht ein befreundeter Kunsthändler die Stadt Prag in der damaligen Tschechoslowakischen Sozialistischen Republik (ČSSR). Sein Ziel ist, den Verbleib der unbezahlbaren und einmaligen Sammlung von Figuren aus Meißner Porzellan des Barons zu klären. Er trifft einen alten Freund des Barons, der ihm über die Vergangenheit desselben berichtet.

## Produktion
An der Produktion des Films waren auch die Fernsehsender NDR und BBC beteiligt. Die Dreharbeiten wurden im Sommer 1991 in Prag und Umgebung durchgeführt.
Die Erstaufführung im deutschen Fernsehen war am 23. Dezember 1995 im NDR Fernsehen (Nord 3).

## Kritik
„Eine in kunstvoller Rückblenden-Technik verfaßte Studie über die Stellung von Kunst und Sammlern innerhalb einer von Ideologie und Diktatur beherrschten Zeit sowie über die persönlichkeitsgefährdenden Auswirkungen von Individualismus in exzentrisch ausgelebter Form. (Kinotipp der Katholischen Filmkritik)“

## Auszeichnungen
- Silberner Bär auf der Berlinale 1992 als bester Darsteller für Armin Mueller-Stahl[6] sowie Leserpreis der Berliner Morgenpost
- Goldene Kamera 1993 für Armin Mueller-Stahl als Darsteller[7]

## Ausstellung
- Anlässlich der Ausstellung Armin Mueller-Stahl – Szene und Zeichnung veröffentlichte das Museum für Kunst und Gewerbe Hamburg 2007 den Ausstellungskatalog Armin Mueller-Stahl – das Drehbuch zu "Utz".[8]